# Rampur (distrikt)
Rampur är ett distrikt i den indiska delstaten Uttar Pradesh, och hade 1 923 739 invånare år 2001 på en yta av 2 367,0 km². Det gör en befolkningsdensitet på 812,73 inv/km². Den administrativa huvudorten är staden Rampur. De dominerande religionerna i distriktet är Islam (49,14 %) och Hinduism (47,05 %).

## Administrativ indelning
Distriktet är indelat i fem kommunliknande enheter, tehsils:
- Bilaspur, Milak, Rampur, Shahabad, Suar

## Städer
Distriktets städer är huvudorten Rampur samt Bilaspur, Kemri, Maswasi, Milak, Shahabad, Suar, Tanda
Urbaniseringsgraden låg på 24,97 procent år 2001.